# Giuliano da Sangallo
Giuliano da Sangallo (Olaszország, Firenze, 1443 körül - Firenze, 1516) olasz szobrász, építész és hadmérnök. Id. Antonio da Sangallo testvére.

## Életpályája
Apja építészként Cosimo de'Medicinek dolgozott. családja több más tagja is építész volt. Giuliano fiatal korában rövid ideig Lorenzo de'Medicinek dolgozott. Későbbi pályája során nem csak Firenzében, de Pistoiában, Nápolyban, Loretóban, Rómában is dolgozott.

## Művei

### Fő művei
Legismertebb munkája az egyik Medici-villa, olasz nevén Villa medicea di Poggio a Caiano, az itáliai reneszánsz villa prototípusa.
A pratoi Santa Maria delle Carceri elegáns temploma (1485) volt a másik fő remekműve és a reneszánsz fejlődésének egyik fontos állomása. 

### Firenzei paloták
- Palazzo della Gherardesca
- Palazzo Cocchi Serristori
- Palazzo Gondi (1490-1501)

### Egyéb firenzei munkák
- A Santo Spirito sekrestyéje
- A Santa Maria Maddalena dei Pazzi templom kolostora
- Az 1529-ben elpusztult St. Gall templom és kolostor
- A Gondi-kápolna Santa Maria Novellában (1503)

### Egyéb munkák
- Francesco Sassetti sírja, Santa Trinita, Firenze (1485-1490)
- A savonai Della Rovere palota (1495-1497), II. Gyula pápa számára tervezte
- A pistoiai Madonna dell'Umiltà bazilika. A 17. században fejezte be Vasari.
- A loretói bazilika kupolája;
- A Vincoli-i San Pietro-bazilika kolostora
- Bakócz Tamás magyar bíboros esztergomi kápolnája, (Giulianónak vagy valamelyik lehetséges tanítványának tulajdonítva)

## Fordítás
- Ez a szócikk részben vagy egészben  a   Giuliano da Sangallo című angol Wikipédia-szócikk ezen változatának fordításán alapul.  Az eredeti cikk szerkesztőit annak laptörténete sorolja fel. Ez a jelzés csupán a megfogalmazás eredetét és a szerzői jogokat jelzi, nem szolgál a cikkben szereplő információk forrásmegjelöléseként.